# Banjar
Banjar es un pueblo y nagar Panchayat  situado en el distrito de Kullu,  en el estado de Himachal Pradesh (India). Su población es de 1414 habitantes (2011). 

## Demografía
Según el censo de 2011 la población de Banjar era de 1414 habitantes, de los cuales 748 eran hombres y 666 eran mujeres. Banjar tiene una tasa media de alfabetización del 93,40%, superior a la media estatal del 82,80%: la alfabetización masculina es del 94,50%, y la alfabetización femenina del 92,15%.